# Абдул Рашид аль-Хасан
Абдул Рашид аль-Хасан (14 квітня 1959) — пакистанський хокеїст на траві.
Олімпійський чемпіон 1984 року. Переможець Азійських ігор 1982 року, срібний призер 1986 року.
Чемпіон світу з хокею на траві серед юніорів 1979 року.